# Jim Schoenfeld
James Grant Schoenfeld (* 4. September 1952 in Galt, Ontario) ist ein ehemaliger  kanadischer Eishockeyspieler (Verteidiger) und -trainer, der von 1972 bis 1985 für die Buffalo Sabres, Detroit Red Wings und Boston Bruins in der National Hockey League spielte.

## Karriere

### Als Spieler
Während seiner Juniorenzeit spielte er für die London Knights gemeinsam mit Darryl Sittler, die Hamilton Red Wings und Niagara Falls Flyers in der OHA. Dort fiel er durch seine Härte und Entschlossenheit auf und wurde so von den Buffalo Sabres beim NHL Amateur Draft 1972 in der ersten Runde als Fünfter ausgewählt.
Gleich in der Saison 1972/73 schaffte er den Sprung in die NHL. Eine Nackenverletzung hinderte ihn daran, einen Großteil seiner zweiten Saison zu spielen. Im dritten Jahr fiel er vor allem durch seine 184 Strafminuten auf. Seine beste Spielzeit war 1979/80, in der er nach 1977 wieder beim NHL All-Star Game spielte. Im Dezember 1981 wechselte er zusammen mit Danny Gare und Derek Smith zu den Detroit Red Wings, die den Sabres dafür Mike Foligno, Dale McCourt und Brent Peterson abgaben. 
In der Saison 1983/84 spielte er für die Boston Bruins, bevor er zu den Buffalo Sabres zurückkehrte.

### Als Trainer
Im Laufe seiner letzten Saison in Buffalo beendete er seine aktive Karriere, um das AHL-Farmteam, die Rochester Americans, zu trainieren. Schon ein Jahr später stand er hinter der Bande der Sabres in der NHL. Doch unter General Manager Scotty Bowman war er den Posten schon zur Mitte der Saison wieder los. Ab der Saison 1987/88 trainierte er für zweieinhalb Jahre die New Jersey Devils. In dieser Zeit wurde er wegen Schiedsrichterbeleidigung in den Playoffs suspendiert.
Im Laufe der Saison 1993/94 übernahm er die Washington Capitals und blieb dort, bis er zur Saison 1997/98 zu den Phoenix Coyotes wechselte. Ab 2002 war er Assistenztrainer der New York Rangers. In dieser Organisation trainierte er auch das AHL-Farmteam Hartford Wolf Pack und ist dort aktuell Assistent des General Managers Glen Sather.

## Sportliche Erfolge

### Persönliche Auszeichnungen
- OMJHL Second All-Star Team: 1972
- NHL Second All-Star Team: 1980
- Führender der Plus/Minus-Wertung: 1980 gemeinsam mit Jimmy Watson (seit 1983 wird hierfür der NHL Plus/Minus Award vergeben)
- Teilnahme am NHL All-Star Game: 1977 und 1980 (als Spieler); 1999 (als Assistenztrainer)
- Thomas Ebright Award: 2016